# 브랑코 밀라노비치

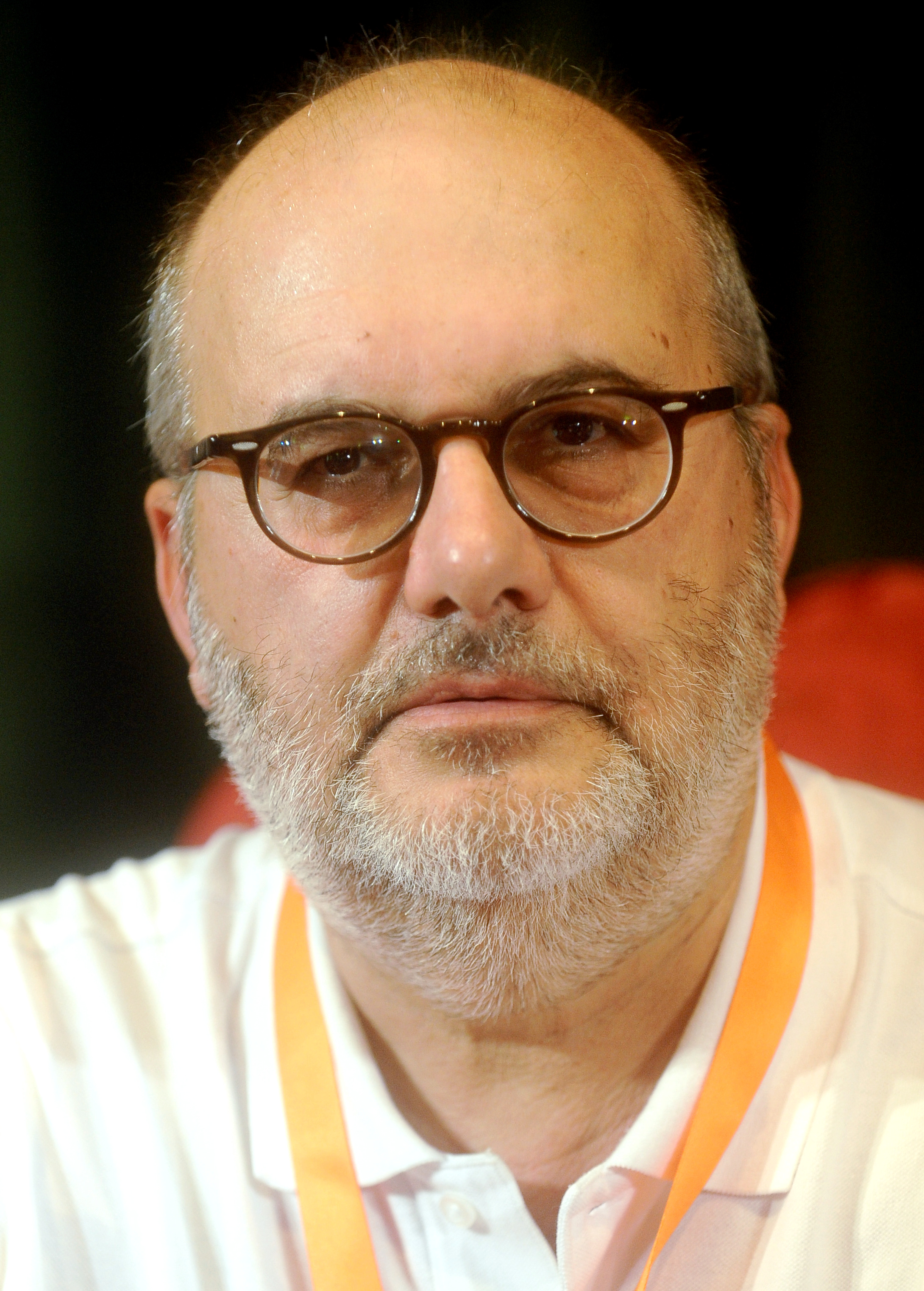
Branko Milanović (2018)

브랑코 밀라노비치(Branko Milanović, 1953년 10월 24일 ~ )는 세르비아계 미국인 경제학자이다. 룩셈부르크 소득연구센터의 선임 학자이며 뉴욕시립대학교(CUNY) 대학원의 객원 석좌교수이다. 카네기 국제 평화 기금의 선임 자문위원, 세계은행에서 연구소의 수석 경제학자로 일하였고 네이처(Nature)지, 세계은행 경제 보고서(World Bank Economic Review)등에 세계 소득분배에 대하여 다수의 논문을 발표하였다. 저서로는 〈가진자, 가지지 못한자〉, 〈왜 우리는 불평등해졌는가〉 등이 있다.